# 自上而下和自下而上設計
自上而下（top-down）與自下而上（bottom-up）同為資訊处理及知识排序之策略，在軟體、人文與科学理论（请参阅系统论）以及管理與组织等领域皆有所應用。實務上可被视为一种思維、教學或領導的方式。
自上而下方法（又稱為逐步設計和逐步細緻化，在某些情況下是「分解」的同義詞）本質上是對系統進行分解，以便以逆向工程的方式深入了解其組成子系統。 採用自上而下的方法時，會對系統的概觀進行規劃和具體說明，但對於第一層子系統的細節則不予闡述。接著，對每個子系統進行更詳細的細化，有時甚至在許多附加的子系統層級中進行細化，直到整個規範都簡化為基本元素。 自上而下模型通常會借助於「黑盒子」來詳細規定，使其更易於操作。 但是，黑盒子可能會無法闡明基本機制，或可能不夠詳細而無法實際驗證模型。 自上而下的方法始於全局，由此分解至更小的部分。 
自下而上方法是將系統拼接在一起以產生更複雜的系統，從而使原系統成為新系統的子系統。自下而上處理是一種資訊處理的方式，根據環境的輸入資料來塑造知覺。從認知心理學的角度來看，資訊朝著一個方向（感覺輸入或「底部」）進入眼睛，被大腦轉換為圖像，然後得到解釋和辨識而成為知覺（從處理歷程到最終認知所「建立」的輸出）。採用自下而上方法時，首先會對系統的基本元素詳加規定。然後將這些元素鏈接在一起以形成更大的子系統，然後依次將它們鏈接起來（有時在多個層級上），直到形成完整的頂層系統。這種策略通常類似於“種子”模型，該模型的開始時雖然很小，但最終會變得越來越複雜和完整，然而這種“有機策略”可能會導致元素和子系統糾纏不清，彼此孤立發展並以局部最佳化為主，而不是滿足全局目標。

## 产品设计开发
在設計和開發新產品的過程中，設計師和工程師會同時仰賴自下而上和自上而下的方法。當所選定的元件是現成或現有的時候，就會採用自下而上方法將其整合到產品中。舉例來說，選擇特定的緊固件（例如螺栓），然後設計接收元件，使緊固件能夠正確安裝。若採用自上而下方法，就會設計定制緊固件，使緊固件可以正確地裝入接收元件中。從中可看出，對於要求較為嚴格的（例如重量、幾何形狀、安全性、環境等）產品（例如太空衣）會採用自上而下方法，幾乎所有內容都是定制設計的。但是，當降低成本和提高元件可用性（例如使用製造設備）更為重要時，就會採用自下而上的方法，儘可能使用現成元件（螺栓、齒輪、軸承等）。

## 神经科学和心理学

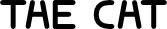
自上而下處理的例子：雖然這些單詞的第二個字母是模棱兩可的，但根據上下文，自上而下處理可輕易地消除歧義。

在神经科学、认知神经科学和认知心理学中也採用這些術語來討論處理歷程中的資訊流。通常感覺輸入被認為是「自下而上」的，而有更多其他來源資訊的高層次認知歷程，則被認為是「自上而下」的。自下而上歷程的特點是感覺處理缺乏高層次的方向，而自上而下歷程的特點則是高層次的感覺處理方向，帶有著更多的認知成分，像是目標（Beiderman，19）。
Rock、Neiser和Gregory认为知覺也是一種自上而下方法，是主動且具建设性的歷程。，它並非由輸入刺激所直接產生，而是由刺激、內部假設和預期的相互作用所產生。综合理论則主張：「當呈現時間太過短暫、清晰度不足，以致於刺激過於模糊時，知覺就成為了一種自上而下的方法」 。
相反，心理學將自下而上歷程定義為一種從個別要素發展到整體的方法。根據Ramskov的說法，自下而上方法的支持者Gibson聲稱，視知覺的過程是一種自下而上方法，它需要由遠端刺激（distal stimulus）所產生、近側刺激（proximal stimulus）所提供的資訊。綜合理論則主張，自下而上歷程發生在「刺激呈現的時間足夠長，足夠清晰的時候。」
从认知上来讲，某些認知歷程（例如快速反应或快速视觉辨識）被视为自下而上歷程，因为它们主要依赖于感覺資訊，而运动控制和集中注意等歷程因为是目標導向的，所以被认为是自上而下歷程。 从神经学角度来讲，大脑的某些区域（例如V1区域）大多具有自下而上的连接。 梭状回等其他区域有著來自较高層次大脑区域的输入，被认为具有自上而下的影响。 
视觉注意的研究提供了一个例子。如果你的注意力被田野中的一朵花所吸引，這可能是因为花的颜色或形状在视觉上很突出。引起你注意花的資訊是自下而上的，外界刺激本身已足以引起注意，不取决于你对花的了解程度。與正在尋找一朵花的情况對比，你對於要找的东西有个表徵，当看到要找的对象时，它就顯得很突出了，此即為一个使用自上而下資訊的例子。
認知有兩種思維方式之分。「自上而下」或「大塊」（big chunk） 通常是有遠見的人，或者說是看到大局和概況的人，這類的人專注於大局，並從中導出細節來支持大局。「自下而上」或「小塊」（small chunk）的認知則像是以關注細節為主，而非關注大局。

## 引用文献
- Palmer S.E., Rosch E., & Chase P. . Long J. & Baddely A.  (编). . Hillsdale, NJ: L. Erlbaum Associates. 1981: 135–151. ISBN 978-0757548895.
- Ramskov, Charles B. . Kendall Hunt Publishing. 2008. ISBN 978-0757548895.
- Solso, Robert L.  5th. Needham Heights, MA: Allyn and Bacon. 1998. ISBN 978-0757548895.
- Lynam C. P., Llope M., Möllmann C., Helaouët P., Bayliss-Brown G. A., & Stenseth N.C. . 2017.

## 引用和注释
1. ↑  . bactra.org. September 24, 2012  [September 9, 2015]. （原始内容存档于2015-09-28）.
2. ↑  Walczyk, Jeffrey J.; Mahoney, Kevin T.; Doverspike, Dennis; Griffith-Ross, Diana A. . Journal of Business and Psychology. January 9, 1997, 24: 33–49. doi:10.1007/s10869-009-9090-8.
3. ↑  Palmer (1981).[页码请求]
4. ↑  . Step.psy.cmu.edu. March 13, 2003  [October 21, 2012]. （原始内容存档于September 14, 2011）.
5. 1 2  Ramskov (2008), p. 67.
6. 1 2 3  . Psychclassics.asu.edu. August 15, 1934  [October 21, 2012]. （原始内容存档于January 19, 2014）.
7. ↑  Solso (1998), p. 15.
8. ↑  Ramskov (2008), p. 81.

## 扩展阅读
- Luiz Carlos Bresser-Pereira, José María Maravall, and Adam Przeworski, 1993. Economic reforms in new democracies. Cambridge: Cambridge University Press. ISBN 1-55587-532-7.
- Dubois, Hans F.W. 2002. Harmonization of the European vaccination policy and the role TQM and reengineering could play. Quality Management in Health Care 10(2): 47–57.
- J. A. Estes, M. T. Tinker, T. M. Williams, D. F. Doak "Killer Whale Predation on Sea Otters Linking Oceanic and Nearshore Ecosystems", Science, October 16, 1998: Vol. 282. no. 5388, pp. 473 – 476
- Malone, T. C.; Conley, D. J.; Fisher, T. R.; Glibert, P. M.; Harding, L.W.; Sellner, K.G. . Estuaries. 1996, 19 (2): 371–385. JSTOR 1352457. doi:10.2307/1352457.
- Galotti, K. (2008). Cognitive Psychology: In and out of the laboratory. USA: Wadsworth.
- Goldstein, E.B. (2010). Sensation and Perception. USA: Wadsworth.
- Biederman, I.; Glass, A. L.; Stacy, E. W. . Journal of Experimental Psychology. 1973, 97: 22–27. doi:10.1037/h0033776.
- Stewart, G. L.; Manges, K. A.; Ward, M. M. . Journal of Nursing Care Quality. 2015, 30 (3): 240–246. PMID 25479238. doi:10.1097/ncq.0000000000000103.